# Кордонный
Кордо́нный — посёлок в Катав-Ивановском районе Челябинской области России. Входит в Тюлюкское сельское поселение, примыкает с севера к центру поселения — селу Тюлюк.

## География
Расположен между реками Юрюзань и Тюлюк. Расстояние до районного центра города Катав-Ивановска 70 км.

## Население
| 2002 | 2010 |
| ---- | ---- |
| 87   | ↘79  |

Гендерный состав
По данным Всероссийской переписи, в 2010 году численность населения посёлка составляла 79 человек (43 мужчины и 36 женщин).

## Улицы
Уличная сеть посёлка состоит из 1 улицы.